# Litsea melchioriana
Litsea melchioriana är en lagerväxtart som först beskrevs av Teschn., och fick sitt nu gällande namn av André Joseph Guillaume Henri Kostermans. Litsea melchioriana ingår i släktet Litsea och familjen lagerväxter. Inga underarter finns listade i Catalogue of Life.